# لانگنگ
لانگنگ (به آلمانی: Langenegg) یک منطقهٔ مسکونی در اتریش است که در ناحیه برگنتس واقع شده‌است. لانگنگ ۱۰٫۴۶ کیلومتر مربع مساحت دارد ۷۰۰ متر بالاتر از سطح دریا واقع شده‌است.